# Rampage Ničitelé
Rampage Ničitelé (v anglickém originále Rampage) je americký sci-fi film z roku 2018. Režie se ujal Brad Peyton a scénáře Ryan Engle, Carlton Cuse a Ryan J. Condal. Hlavní role hrají Dwayne Johnson, Naomie Harris, Malin Åkerman, Jake Lacy, Joe Manganiello a Jeffrey Dean Morgan. Premiéra ve Spojených státech proběhla dne 13. dubna 2018. V České republice měl premiéru dne 12. dubna 2018. Celosvětově film vydělal 426 milionů dolarů a to i přes smíšené recenze kritiků, kteří chválili výkon Johnsona, Morgana a vizuální efekty filmu, ale kritizovali scénář a celý příběh filmu.

## Obsazení
- Dwayne Johnson jako Davis Okoye
- Naomie Harris jako Dr. Kate Caldwell
- Malin Åkerman jako Claire Wyden
- Jeffrey Dean Morgan jako Harvey Russell
- Jake Lacy jako Brett Wyden
- Joe Manganiello jako Burke
- Marley Shelton jako Dr. Kerry Atkins
- P. J. Byrne jako Nelson
- Demetrius Grosse jako poručík Blake
- Jack Quaid jako Connor
- Breanne Hill jako Amy
- Matt Gerald jako Zammit
- Will Yun Lee jako agent Park
- Urijah Faber jako Garrick
- Bruce Blackshear jako Taylor
- Jason Liles (pohyby George)

## Přijetí

### Tržby
Film vydělal 99,3 milionů dolarů ve Spojených státech amerických a v Kanadě a 326,9 milionů v ostatních teritoriích. Celkově tak vydělal 426,2 milionů dolarů, oproti jeho rozpočtu, který činil okolo 260 milionů dolarů.
Ve Spojených státech a Kanadě měl premiéru ve stejný den jako filmy Vadí nevadí, Sgt. Stubby: An American Hero a rozšíření filmu Psí ostrov. Projektován byl výdělek za první víkend 35–40 milionů dolarů z 3 950 kin. Film za první den, včetně čtvrtečního premiérového večera vydělal 11,5 milionů dolarů. Za první víkend vydělal 34,5 milionů a stal se tak nejnavštěvovanějším filmem víkendu.

### Recenze
Na recenzní stránce Rotten Tomatoes získal z 225 započtených recenzí 53 procent s průměrným ratingem 5,4 bodů z deseti. Na serveru Metacritic snímek získal z 46 recenzí 45 bodů ze sta. Diváci, kteří hodnotili film na serveru CinemaScore mu dali známku 1-, na škále 1+ až 5. Na Česko-Slovenské filmové databázi si snímek k 5. září 2018 drží 60 procent.

### Ocenění a nominace
| Rok  | Ocenění               | Kategorie                    | Nominovaný        | Výsledek |
| ---- | --------------------- | ---------------------------- | ----------------- | -------- |
| 2018 | Golden Trailer Awards | nejlepší trailer: akční film | Rampage: Ničitelé | nominace |
| 2018 | Teen Choice Awards    | nejlepší sci-fi film         | Rampage: Ničitelé | nominace |
| 2018 | Teen Choice Awards    | nejlepší herec: sci-fi       | Dwayne Johnson    | nominace |
| 2018 | Teen Choice Awards    | nejlepší herečka: sci-fi     | Naomie Harris     | nominace |